# Ким Гванук
Ким Гванук (кор. 김광욱, 1580—1656) — корейский поэт.

## Творческая биография
Ким Гванук служил, начиная с двадцати с лишним лет министром юстиции, градоначальником Сеула, губернатором провинции Кюнги, премьер-министром при дворе королей Сонджо, Кванхэгуна и Инджо. В 1615 году Кванхэгун уволил его, и Ким вернулся в свой дом в Хэджу, где под псевдонимом «Джуксо» («Бамбуковая роща») написал цикл стихов «Песни Деревни Каштанов», основанных на стихах китайского поэта Тао Юаньмина. По совпадению оба жили в деревнях с названием «Деревня Каштанов», оба служили на государственной службе и возвратились в итоге к природе. Это и подсказало Ким Гвануку тему для творчества. До нас дошло 22 сиджо, включая 14 из цикла «Деревни Каштанов». При следующем короле был восстановлен при дворе.
Пример стихотворения:
Одинокая белая цапля, стоишь

Ты на белом прибрежном песке.

Знаю я: только ты бы могла разделить

Сокровенные думы мои.

Вихрь над прахом земным я с тобою презрел,

И меж нами различия нет.

(Перевод А. Ахматовой)